# Јован Синобад
Јован П. Синобад (16??–1715) је био најмлађи син Петра Синобада (16??–1684), првог познатог Синобада, а који се из Херцеговине доселио (заједно са своја три брата Митром, Филипом и Јованом) на подручје Млетачке републике.

Његова година рођења није у архивским документима забележена, мада је он најславнији припадник породице Синобад, који је за своју храброст и јунаштво против Турака, добио највиша звања и титулу почасти од Млетачке републике.
Био је српски морлачко-ускочки/ харамбаша и сердар.
По заслугама и успесима Јован се може неспорно упоредити са познатим морлачко-ускочким вођама Илијом Смиљанићем (16??–1654), Вуком Мандушићем (16??–1648) и Стојаном Јанковићем (1636–1687). Био је заробљен од стране Турака, али је размењен за заробљене Турке. У затвору је био подвргнут разним мучењима.
Његови подвизи су опевани у многим народним песмама.

## Прва велика битка и прво освајање Книна
Своју прву већу битку са Турцима Јован је врло успешно извео при освајању Книна 1684. године.

Пошто су Турци врло често нападали книнска села, Јован је врло брзо саградио камену кулу (на три спрата) са пушкарницама, одакле је контролисао читав простор, спречавајући сваки долазак Турака из камене тврђаве.
Одлуком од 1. јула 1684. године, млечанина Доменика Монћенга (1624–1694), тј. итал. Domenico Mocenigo, генералног провидура за Далмацију и Албанију, тј. итал. Provveditore generale in Dalmazia e Albania (владао: 1684) Јован је награђен кућом и великим земљишним имањем код Карина.
Развалине куће мештани села Карина (код Бенковца) назвали су „Синобадуша“.

## Битка код Грахова
Исте 1684. године, Јован је са својом морлачком војском извојевао победу код Грахова против Турка, односно, турског Ормуз или Ормуш паше.
Ово се десило приликом сукоба, који је уследио после успешног морлачког продора до Гламоча (августа 1684. године), тј. при повратку ускока (код Грахова), где је разбијена целокупна (затечена) турска војска (убијено је 150 Турака, од чега 30 ага и двојица буљубаша/буљукбаша).
Због поменутог подвига, млетачки провидур Моћенего га је похвалио и одредио му плату од 2 дуката месечно.
Јованова војска је, у садејству са млетачком војском у бици за Сињ, показала велику способност и храброст, а тиме су допринели паду сињске тврђаве.
За тај успех добио је као награду зидине Новиграда.

## Друго освајање Книна
У освајању Книна 1688. године, поред осталих учествовао је и Јован Синобад.

Турци су се на крају предали.
Међу заробљенима нашао се Мехмед-паша Атлагић (16??–1689), управник (паша) Босанског вилајета (владао: 1686–1688), потурчени Србин и турски командант Ливна, као и друге цивилне и војне старешине.
За заслуге за освајање Книна, Синобад је награђен великим имањима, која су припадала турским агама Челићу и Куртовићу.

После пада Книнске тврђаве, Јован је за кратко време очистио Книнску Крајину од Турака, укључујући и Звониград, који се налазио 5 km јужно од Зрмање.
Он је од стране млетачког провидура био 1690. године постављен за команданта Звониграда са платом од 14 дуката месечно.

## Добијање војно-политичке титуле сердара
Већ следеће године (20. септембра 1691. године), указом Алесандро Молина (16??–17??), тј. итал. Alessandro Molin, генералног провидура за Далмацију и Албанију (владао: 1689–1692), Јован је проглашен сердаром, односно добија звање говернадура Книна (Книнске сердарије) са месечном платом од 20 дуката.

За показану храброст и руководеће способности, провидур Молин је доделио Јовану велики земљишни посед код Булина и речице Радљевац, као и зидине и кућу код книнске тврђаве.
Декретом од 13. јануара 1693. године, Јовану Синобаду је повишена месечна плата на 25 дуката.
Добио је 1693. године на коришћење 100 канапа земље у Зрмањи, која је раније припадала Кенан-паши, док је декретом од 21. марта 1694. године добио још 50 канапа земље, зидине и авлију куће истог паше у Читлуку код Врлике (1 канап = 36 ари).

## Витез Св. Марка
За успехе које је постигао у борбама са Турцим код Ливна (1695), Силвестера Валијера (1630–1700), тј. итал. Silvestro Valier, дужд Млетачке републике (владао: 1694–1700) га је својим дукалом (дуждева повеља/декрет/указ) од 30. јануара 1696. године прогласио витезом (каваљером) Св. Марка (итал. Cavalieri di San Marco), одликујући га златном колајном (вредном 300 дуката).

Овим указом, Јован се овлашћује да може носити све што по закону припада једном витезу: одело, сабљу и мамузе од злата, као и сва обележја која се односе на племићко звање.

Исту титулу/звање су нешто раније добили српски сердари Стојан Јанковић Митровић (1670), као и Никола Владимировић (1685).
Војнички шлем Јована Синобада, био је израђен од гвожђа (тежине 1,73kg).

С друге стране панцир му је био тежак 7,7 kg, а у склопу истог (преко груди) му је жица била подвостручена.

Ширина панцира (код груди) била је 62 cm, а преко стомака 75 cm, док му је висина износила 68 cm.
Витез Јован је учествовао у сузбијању напада херцеговачког Селима-паше, који је угрожавао источне границе млетачке државе у Далмацији.

У то време главнина млетачке војске била је заузета у борбама код Улциња, у којима је погинуо Јованов синовац Матија, тј. син његовог брата Филипа.

## Пуковник и супраинтендант целокупне Книнске Крајине
У намери да га (Јована) охрабри, млетачки адмирал Данијел Долфин (1656–1729), тј. итал. Daniele Dolfin, генерални провидур за Далмацију и Албанију (владао: 1692–1696) је именовао Јована Синобада за пуковника и супраинтенданта целокупне Книнске крајине, нагласивши да му се морају покоравати сви Морлаци (Срби ускоци) као и остали досељеници у те крајеве.
Јован је добио имања око Книна од стране млетачке власти.
Када се говори о борбама Јована Синобада, занимљиво је да се помиње да је на коњу са њим у борбу ишла и његова друга жена Угрина, Српкиња, родом из данашње Црне Горе, која се понашала као мушкарац.
Борила се у првим редовима и одводила је у робље турске жене.
Године 1713. године потурчени Албанац Мехмед Нуман-паша Ћуприлић (1670–1719), тј. тур. Köprülüzade Damat Numan Paşa, управник Босанског вилајета (владао: 1713–1715), напао је из Клиса на Врличку крајину.
Витез Јован је са својим борцима напао Турке с леђа те их је присилио да напусте плен и у бекству потраже спас. У тој борби је погинуло много турских војника и високих официра.

## Пуковник и супраинтендант Книнске, Дрнишке и Врличке Крајине
Млечанин Анђело Емо (1666–1750), тј. итал. , генерални провидур за Далмацију и Албанију (владао: 1714–1717) је 18. јануара 1714. године именовао витеза Јована Синобада за пуковника и супраинтенданта, осим Книнске, још и Дрнишком и Врличком Крајином. У том декрету се наводе Јованове заслуге за Млетачку републику.

## Последња битка на Гламочком пољу
Последњи рат са Турцима Јован је водио код Гламоча, 1715. године, потукавши војску босанског паше.
Међутим враћајући се из боја са војском, Јована и његову пратњу је из заседе напала чета Турака.
Тад је турски буљубаша Мујо Ножинић својим копљем задао смртни ударац Јовану, али је и Мујо погинуо од Јованове пратње.
Јован је издахнуо на рукама својих бораца у селу Роре на ивици Гламочког поља.
Сахрањен је у порти српске православне цркве Св. Ђорђа на Синобадовој главици, где и данас почива. Иза себе је оставио сина Андрију (Јандрију), који ће наследити и до смрти (1726) носити титулу сердара Книнске Крајине.

## Епитаф
На његовој надгробној плочи, уклесан је на српском ћириличном писму овај текст:
ОВДЈЕ У СВЕТОМ МИРУ ПОЧИВА БЛАГО ОЧЕКУЈУЋИ

НАГРАДУ ЗА СВИЈЕТЛА ДЈЕЛА СЕРДАР, ПУКОВНИК И

СОПРАИНТЕНДАНТ КРАЈИНЕ КНИНСКЕ, ДРНИШКЕ И ВРЛИЧКЕ

ВИТЕЗ ЈОВАН СИНОБАД МУДРИ ВОЂ, ХРАБРИ ЈУНАК ЗА ВЈЕРУ

И НАРОД СРПСКИ ПАЋЕНИЧКИ У СЛУЖБИ ДУЖДА МЛЕТАЧКОГА.
ПОГИНУЛИ НА ГЛАМОЧКОМ ПОЉУ 1715. Г.
+ + +

+
НА СЛАВНИ УГЛЕД СВОЈИМ УНУЦИМА

ПОСТАВИШЕ СКРОМНУ ПЛОЧУ ОВУ

ЗАХВАЛНИ ПОНОСИТИ ПОТОМЦИ

1905.
После обнове цркве 1938. године, постављена је нова плоча, која се и данас налази, али са текстом:
ЈОВАН ВИТЕЗ СИНОБАД

1647-1687

БРАТ ЊЕГОВ МИТАР

БОРЦИ ЗА ВЕРУ И ОТАЏБИНУ
+ + +

+
ЗАХВАЛНИ ПОТОМЦИ
У народу Книнске, Дрнишке и Врличке Крајине, остала је трајна успомена на јуначка дела витеза Јована Синобада.